# Burgstetten

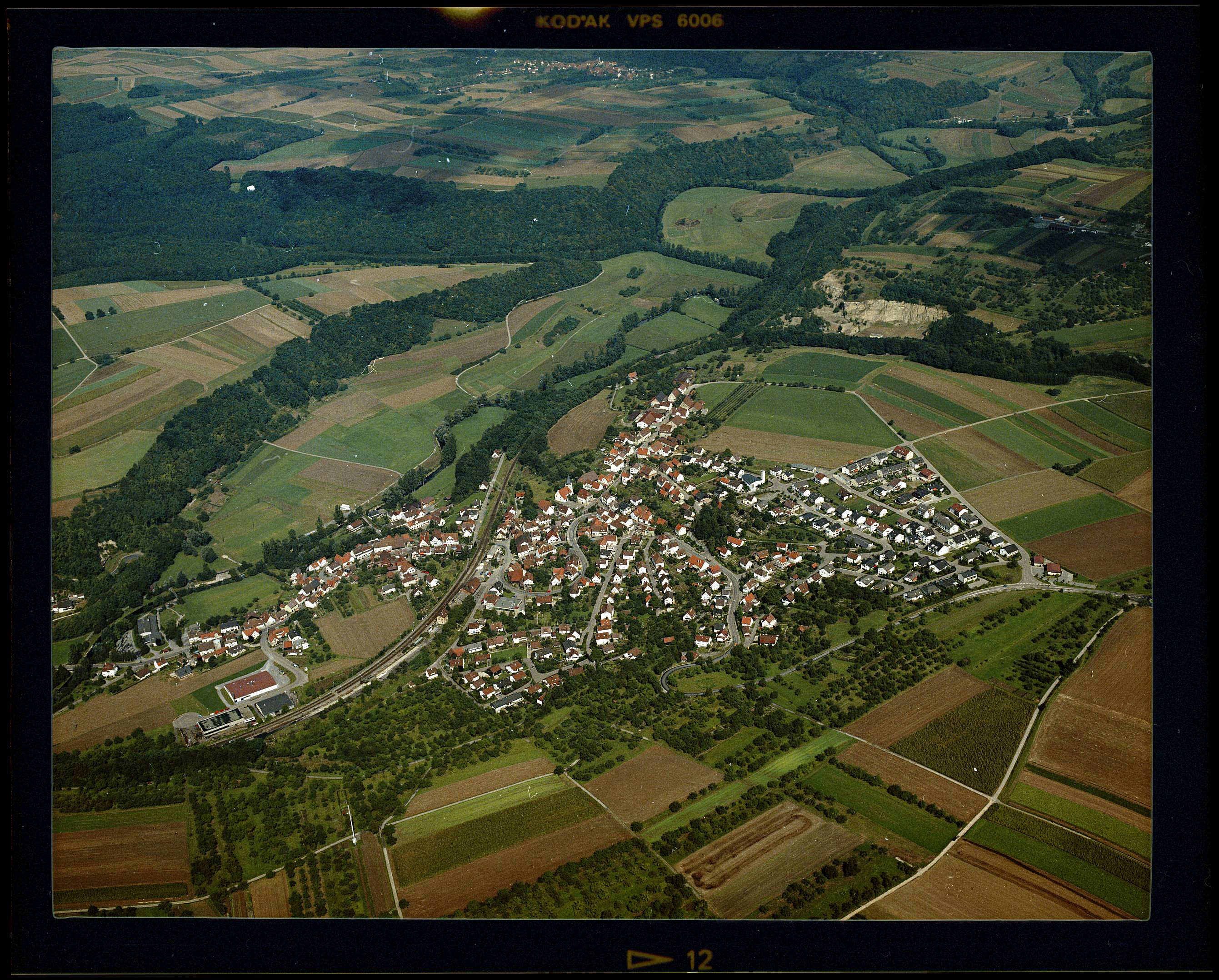
Luftbild von Burgstetten (1983)

Burgstetten ist eine Gemeinde im Rems-Murr-Kreis in Baden-Württemberg. Sie gehört zur Region Stuttgart (bis 1992 Region Mittlerer Neckar) und zur Randzone der europäischen Metropolregion Stuttgart. Der Sitz der Gemeindeverwaltung ist in Burgstall.

## Geographie

### Geographische Lage
Burgstetten liegt im Murrtal in 212 bis 321 Metern Höhe.

### Gemeindegliederung
Die Gemeinde Burgstetten mit den Ortsteilen Burgstall und Erbstetten besteht aus folgenden Dörfern, Weilern und Wohnplätzen:
- Zu Burgstall gehört das Dorf Burgstall und der Wohnplatz Neumühle.
- Zu Erbstetten gehört das Dorf Erbstetten und der Weiler Kirschenhardthof.[2]

Auf dem Gebiet von Erbstetten lag der abgegangene Ort Austrenhausen. Auf Burgstaller Gemarkung lag die abgegangene Burgstaller Schleifmühle.

### Flächenaufteilung
Nach Daten des Statistischen Landesamtes, Stand 2014.

## Geschichte

### Gemeindefusion
Die Gemeinde Burgstetten entstand am 1. August 1971 im Zuge der Gemeindereform in Baden-Württemberg durch den Zusammenschluss der beiden zuvor selbständigen Gemeinden Burgstall an der Murr und Erbstetten. Die Fusion war nicht unumstritten, da viele Einwohner Erbstettens einen Zusammenschluss mit Backnang anstrebten. Der Ortsteil Kirschenhardthof gehörte bereits seit 1882 zu Erbstetten. Den Namenszusatz an der Murr führte Burgstall seit dem 7. Dezember 1964. 1973 erfolgte die Kreisreform in Baden-Württemberg, bei der die Gemeinde Burgstetten vom aufgelösten Landkreis Backnang zum neuen Rems-Murr-Kreis kam.

### Burgstall an der Murr
Burgstall wurde 1301 erstmals urkundlich erwähnt. Der Name ist vermutlich auf eine befestigte Anlage in der Römerzeit oder auf eine mittelalterliche Burg zurückzuführen. Der Ort war ursprünglich zwischen Württemberg und dem Stift Backnang geteilt, bevor Württemberg 1453 den ganzen Ort durch Tausch in seinen Besitz bekam und in das Amt Marbach eingliederte. Bei der Neugliederung des jungen Königreichs Württemberg am Anfang des 19. Jahrhunderts blieb die Zugehörigkeit von Burgstall zum Oberamt Marbach bestehen. Bei der Kreisreform während der NS-Zeit in Württemberg gelangte Burgstall 1938 zum Landkreis Backnang. 

### Erbstetten
Erbstetten wurde im Jahr 794 anlässlich einer Schenkung an das Kloster Lorsch im Lorscher Codex als Stetin erstmals urkundlich erwähnt. Im 13. Jahrhundert hatte das Esslinger Spital und das Stift Backnang Güter und Rechte, die 1453 von Württemberg erworben wurden. Erbstetten gehörte bis 1938 zum Oberamt Marbach, anschließend zum Landkreis Backnang. Das örtliche Wappen zeigt in Blau ein mit goldenen Wimpern versehenes Auge mit blauer Iris. 
Eine Kirche wird in Erbstetten bereits 1287 erstmals genannt. Über die Grafen von Löwenstein kam sie an das Kloster Lichtenstern. 1474 wurde die spätgotische Chorturmkirche verändert. Der Chor hat ein Netzrippengewölbe, die Nordkapelle von 1568 ist kreuzrippengewölbt. 1584 wird die jetzt evangelische Kirche Laurentiuskirche genannt. Das Schiff wurde 1607 und 1621 nach Norden und Westen erweitert, eine West- und Nordempore mit Ausrichtung auch des Parterre-Gestühls auf die Kanzel an der Südwand zu einer Querkirche erweitert und die Kirche insgesamt 1864, 1936 durch Architekt Werner Klatte und 1956 ff renoviert. Der Taufstein und das Altarkreuz sind spätgotisch. Eine Glocke der Kirche wurde 1503 von Pantlion Sydler aus Esslingen gegossen. Die Kirchengemeinde verfügt auch über ein Gemeindehaus. Bis 1939 gehörte die Kirchengemeinde Erbstetten zum Kirchenbezirk Marbach. Mit Wirkung vom 1. April 1939 wurde sie in den Kirchenbezirk Backnang umgegliedert.

### Nachkriegsentwicklung
1945 bis 1952 gehörten Burgstall und Erbstetten zum Nachkriegsland Württemberg-Baden, das 1945 in der Amerikanischen Besatzungszone gegründet worden war. 1952 gelangten die Gemeinden zum nachfolgenden Bundesland Baden-Württemberg.

### Einwohnerentwicklung
Es handelt sich um Einwohnerzahlen nach dem jeweiligen Gebietsstand. Die Zahlen sind Volkszählungsergebnisse (¹) oder amtliche Fortschreibungen des Statistischen Landesamtes Baden-Württemberg (nur Hauptwohnsitze).
| Jahr                 | Einwohner |
| -------------------- | --------- |
| 1. Dezember 1871 ¹   | 1147      |
| 1. Dezember 1880 ¹   | 1247      |
| 1. Dezember 1890 ¹   | 1282      |
| 1. Dezember 1900 ¹   | 1244      |
| 1. Dezember 1910 ¹   | 1243      |
| 16. Juni 1925 ¹      | 1248      |
| 16. Juni 1933 ¹      | 1327      |
| 17. Mai 1939 ¹       | 1388      |
| 13. September 1950 ¹ | 1880      |
| 6. Juni 1961 ¹       | 2262      |

| Jahr              | Einwohner |
| ----------------- | --------- |
| 27. Mai 1970 ¹    | 2656      |
| 31. Dezember 1980 | 2959      |
| 25. Mai 1987 ¹    | 2939      |
| 31. Dezember 1990 | 2989      |
| 31. Dezember 1995 | 3234      |
| 31. Dezember 2000 | 3358      |
| 31. Dezember 2005 | 3406      |
| 31. Dezember 2010 | 3390      |
| 31. Dezember 2015 | 3635      |
| 31. Dezember 2020 | 3666      |

## Politik

### Gemeinderat
Der Gemeinderat in Burgstetten hat 12 Mitglieder. Der Gemeinderat besteht aus den gewählten ehrenamtlichen Gemeinderäten und der Bürgermeisterin als Vorsitzende. Die Bürgermeisterin ist im Gemeinderat stimmberechtigt. Die Kommunalwahl am 9. Juni 2024 führte zu folgendem Endergebnis:
| Parteien und Wählergemeinschaften | Parteien und Wählergemeinschaften   | % 2024 | Sitze 2024 | % 2019 | Sitze 2019 | Kommunalwahl 2024 %6050403020100 56,7 %43,3 % FWBVGewinne/Verlusteim Vergleich zu 2019 %p 2 0 −2 −4+2,0 %p−2,0 %pFWBV |
| FWV                               | Freie Wählervereinigung Burgstetten | 56,7   | 7          | 54,7   | 7          | Kommunalwahl 2024 %6050403020100 56,7 %43,3 % FWBVGewinne/Verlusteim Vergleich zu 2019 %p 2 0 −2 −4+2,0 %p−2,0 %pFWBV |
| BV                                | Bürgervereinigung Burgstetten       | 43,3   | 5          | 45,3   | 5          | Kommunalwahl 2024 %6050403020100 56,7 %43,3 % FWBVGewinne/Verlusteim Vergleich zu 2019 %p 2 0 −2 −4+2,0 %p−2,0 %pFWBV |
| gesamt                            | gesamt                              | 100,0  | 12         | 100,0  | 12         | Kommunalwahl 2024 %6050403020100 56,7 %43,3 % FWBVGewinne/Verlusteim Vergleich zu 2019 %p 2 0 −2 −4+2,0 %p−2,0 %pFWBV |
| Wahlbeteiligung                   | Wahlbeteiligung                     | 68,7 % | 68,7 %     | 64,5 % | 64,5 %     | Kommunalwahl 2024 %6050403020100 56,7 %43,3 % FWBVGewinne/Verlusteim Vergleich zu 2019 %p 2 0 −2 −4+2,0 %p−2,0 %pFWBV |

### Bürgermeister
- 1960–1979: Erich Schneider (CDU)
- 1979–1995: Hans-Ulrich Stäbler
- seit 1995: Irmtraud Wiedersatz

## Wirtschaft und Infrastruktur

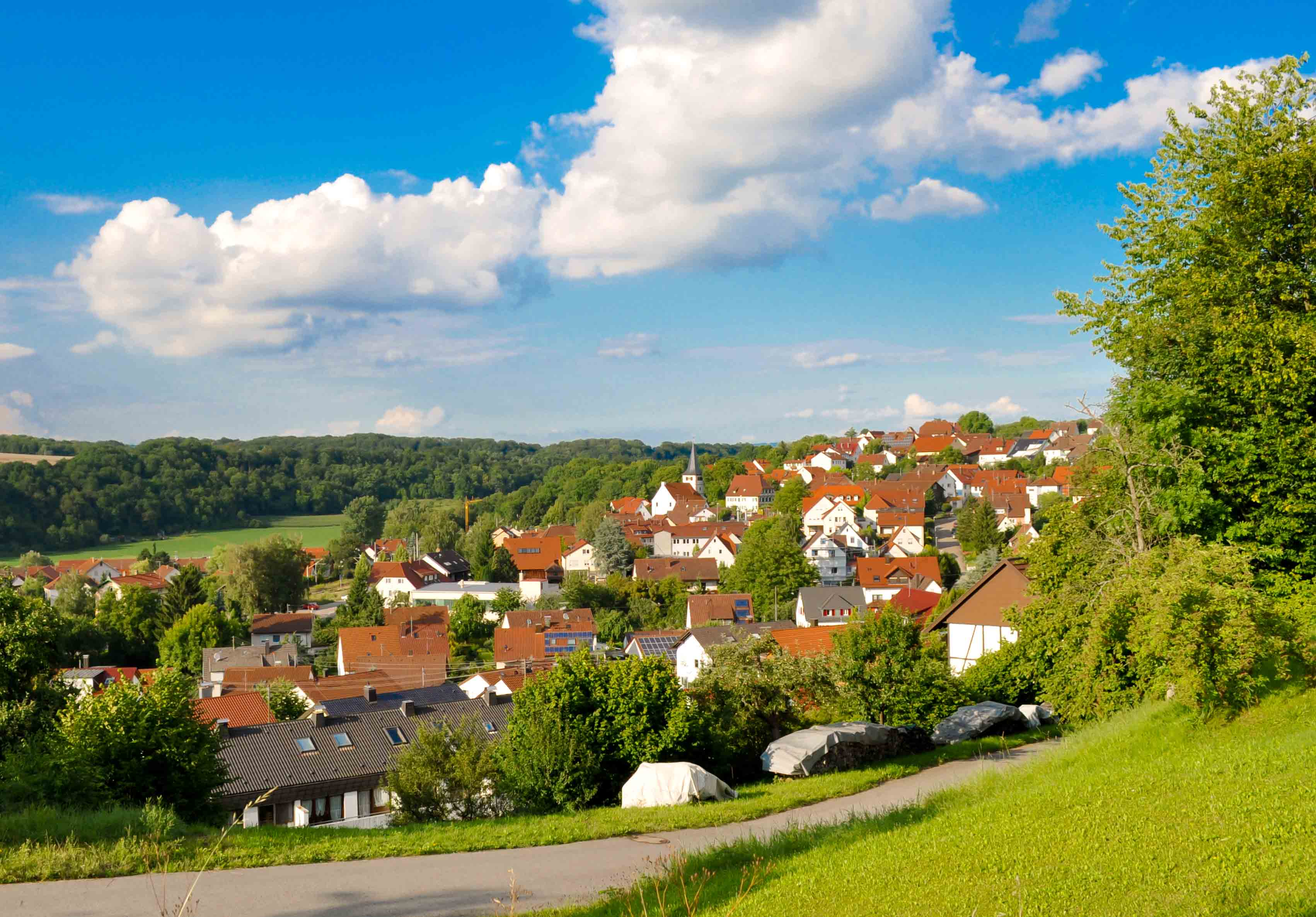
Burgstetten, Burgstall (Murr)

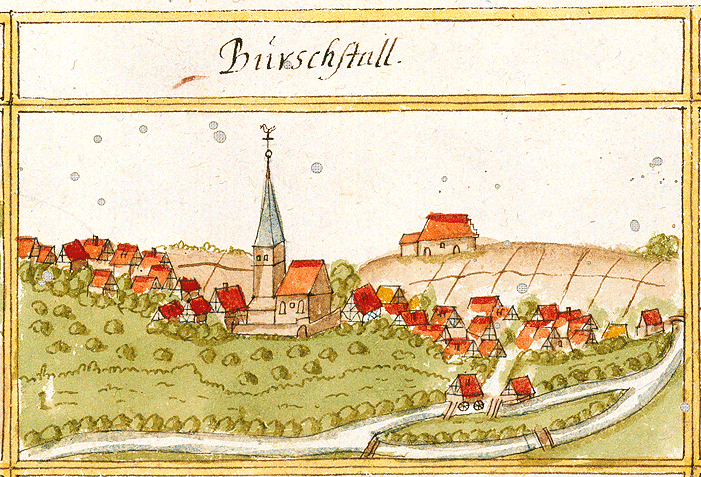
Burgstall 1683/1685 im Kieserschen Forstlagerbuch

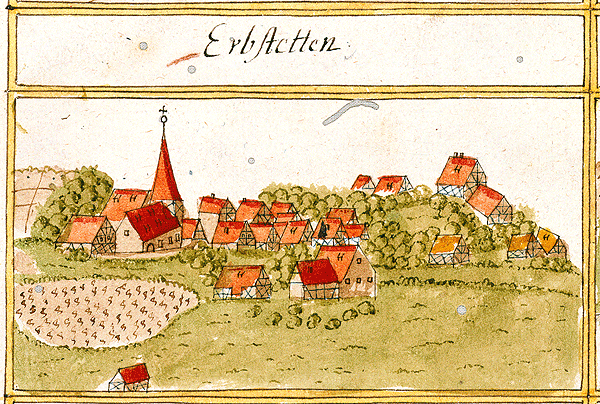
Erbstetten 1683/1685 im Kieserschen Forstlagerbuch

### Verkehr
Burgstetten gehört zum Verkehrs- und Tarifverbund Stuttgart. Der Bahnhof Burgstall (Murr) liegt an der Kleinen Murrbahn Marbach am Neckar–Backnang. Mit der Eröffnung der Verlängerung der S-Bahn-Linie 4 zwischen Marbach und Backnang am 8. Dezember 2012 ist die Gemeinde an das Stuttgarter S-Bahn-Netz angebunden.
Die Linie 455 der FMO bietet zudem eine Busanbindung an Backnang.
Die nächstgelegene Bundesstraße ist die B 14, die etwa fünf Kilometer östlich von Burgstetten verläuft. Die nächste Autobahnanschlussstelle ist Pleidelsheim an der Bundesautobahn 81, etwa 15 Kilometer westlich.
Durch Burgstall und Erbstetten führt der Stromberg-Murrtal-Radweg, der als Fernradweg von Karlsruhe nach Gaildorf führt und damit den Rheinradweg mit dem Kocher-Jagst-Radweg verbindet.

## Persönlichkeiten

### Söhne und Töchter der Gemeinde
- Christoph Friedrich Schott (* 1720 in Erbstetten; † 1775), Bibliothekar und Professor an der Universität Tübingen.
- Siegfried Krauter (* 1941 in Erbstetten), Mathematikdidaktiker und Hochschullehrer

### Mit der Gemeinde verbundene Persönlichkeiten
- Lorenz Fischer (1934–2024), ehemaliger Fußballspieler (VfB Stuttgart, TSG Backnang)